# Paul Meier (statisticien)
Pour les articles homonymes, voir Paul Meier et Paul Meyer.
Paul Meier (né à Newark, au New Jersey, le 24 juillet 1924, et mort à New York le 7 août 2011) est un biostatisticien américain, dont l'influence est majeure dans l'application des statistiques à la recherche biomédicale et qui, avec son collègue Edward L. Kaplan, a laissé son nom à l'estimateur de Kaplan-Meier.
L'estimateur de Kaplan-Meier, utilisé depuis 1958, est basé sur les proportions observées de personnes, ou d'organismes (ou de produits, de composantes) ayant un temps de survie (ou de bon fonctionnement) supérieur ou égal à une valeur « t », dans un contexte d'essais sur des échantillons aléatoires, même quand ils sont de faible taille.

## Biographie
Paul Meier est l'un des deux fils du chimiste Frank Meier et de son épouse Clara, directrice d'école.

## Genèse de l'estimateur de Kaplan-Meier
En 1983, Edward L. Kaplan raconte la genèse de l'estimateur de Kaplan-Meier.
Le tout débute en 1952, révèle Kaplan, quand Paul Meier (alors en stage post-doctoral à l'université Johns-Hopkins, au Maryland), après avoir pris connaissance de l'article de Greenwood, publié en 1926, sur la durée du cancer, veut proposer un puissant estimateur de survie appuyé sur les résultats d'essais cliniques. En 1953, le mathématicien Kaplan (travaillant alors aux Bell Telephone Laboratories, au New Jersey) veut proposer un estimateur de la durée qu'auront les tubes à vide utilisés pour amplifier et retransmettre les signaux dans le système de câbles téléphoniques sous-marins. Kaplan soumet son projet d'article au professeur John W. Tukey, qui œuvrait aussi pour les Laboratoires Bell et qui venait d'être maître de thèse de Meier à Princeton, au New Jersey. Chacun des deux, jeunes chercheurs avait soumis son manuscrit au Journal of the American Statistical Association, qui leur recommandait d'entrer en contact l'un avec l'autre, pour fusionner les deux articles. Alors, Kaplan et Meier entreprennent, par correspondance (courrier postal), de réconcilier leurs points de vue. Durant les quatre ans que progresse cette phase, leur seule crainte est qu'un tiers publie avant eux un article proposant une solution équivalente.

## Honneurs
- 1986 : déclaré statisticien de l'année, par l'American Statistical Association (ASA), Chicago Chapter
- 1992 : déclaré professeur émérite de statistiques (the Ralph and Mary Otis Isham Distinguished Service Professor Emeritus in Statistics)
- 2004 : prix Samuel Wilks de l'ASA, « for significant and pioneering contributions to the development of important statistical methods and biostatistical methods »